# Borrby
Borrby – wieś w Estonii, w prowincji Lääne, w gminie Vormsi.